# 放生津曳山祭
放生津曳山祭（ほうじょうづひきやままつり）は、富山県射水市新湊地区（旧新湊市）市街地で行われる祭り。毎年10月1日に行われる放生津八幡宮の秋季例大祭神事のひとつ。
10月1日には神輿渡御・13基の曳山供奉（本曳き）が、10月2日の本祭には、放生津八幡宮にて全国でも珍しい築山（つきやま）行事が行われており、国の重要無形民俗文化財に指定されている。なお10月1日の曳山の巡行（本曳き）が、通称「新湊曳山まつり（しんみなとひきやままつり）」と呼ばれ親しまれている。

## 概要
大小2基の神輿渡御に供奉し、富山県内で最も多い全13基の曳山が並び、港町である新湊の市街地を各町揃いの法被姿の若衆によって、「イヤサー! イヤサー!」（万歳を意味する「弥栄（いやさか）」に由来。）と威勢のいい掛け声のもと、朝9時より日中は花傘をつけた花山として、夜は提灯山となって23時過ぎまで13基揃って曳き回す。
巡行路はそれぞれの山町に花山（日中）と提灯山（夜）が均等に通るように、「内川南回り・内川北回り」の2ルートがあり、ほぼ同じルートを毎年交互に曳き回すようになっている。
古新町（ふるしんまち）が曳山を1650年（慶安3年）に創設したのが始まりとされ、その後、奈呉町（なごまち）、中町と順次、他の町が競って曳山を製作していった。享保年間には半数強が揃い、1862年（文久2年）に南立町（みなみたてまち）が曳山を創建し13基が揃った。また、1676年（延宝4年）の祭礼には、曼荼羅寺が曳山を出したと記録に残っているほか、昭和に入り写真も残る幻の14番目の曳山があった。これは1950年（昭和25年）に、四日曽根（よっかそね）町が曳山を作り、王様（御神体）として加藤清正の像を乗せ、この年のみ曳き回したものである。
2016年（平成28年）9月に、八幡宮の蔵で発見された1922年（大正11年）の「行列録」には、神輿の露払いとして現在出ていない、約40もの町から獅子（獅子舞）が参加し、大旗台、子供母衣武者隊、神馬、大勢の役員や神職が行列に参加するなど、約1,000人以上が祭礼に参加していたことが記されている。四日曽根では2020年（令和2年）4月、母衣武者の衣装や道具が同町公民館で見つかり、放生津八幡宮に奉納した。
2020年（令和2年）の祭礼は、新型コロナウイルス感染症の拡大を受け、関係諸団体は1日の曳山巡行を中止し、神輿渡幸祭と、2日の築山行事と放生会を行った。なお神輿渡幸祭には、100年ぶりに祝いの口上を述べる「狂言師」と、鈴を鳴らして巡行路を清める「女神アメノウズメ」が加わった。なお、狂言の監修は、映画「人生の約束」を監督した石橋冠が務めた。
13基の曳山は1968年（昭和43年）9月30日に「放生津八幡宮の曳山」として新湊市（現 射水市）指定有形民俗文化財に、築山行事は1982年（昭和57年）1月18日に「放生津八幡宮の築山」として富山県指定無形民俗文化財に指定された。その後2014年（平成26年）10月1日には、曳山行事が「放生津八幡宮祭の曳山行事」として富山県指定無形民俗文化財に指定された。これは、祭礼期間中に曳山行事と築山行事が伝承され現在も行われており、全国的に稀有な祭礼形式であること、また、曳山行事としては高岡御車山祭に次いで県内では発祥が古く、360年以上続く曳山行事であることが評価されたものである。また2006年（平成18年）には、「とやまの文化財百選（とやまの祭り百選部門）」に選定されている。
2021年（令和3年）1月15日には「放生津八幡宮祭の曳山・築山行事」として、国の文化審議会より重要無形民俗文化財に答申され、同年3月11日に指定された。これは、曳山行事と築山行事という形態の異なる2つの「山」行事が一体となって現在まで伝承されていて伝承されている点が、北陸地方の祭礼行事の地域的展開や、日本における山・鉾・屋台行事の変遷を理解する上で重要であると評価されたものである。同年9月には、放生津八幡宮境内に記念の石碑が建てられた。また国の文化審議会は、2024年（令和6年）にユネスコ無形文化遺産の「山・鉾・屋台行事」への追加申請を決定した。

## 神輿
神輿は現在大小の2基あり、氏子町を南北に分け2基で1日の朝から夕方にかけ、「神輿渡幸祭」として渡御する。大神輿は1937年（昭和12年）より、小神輿は1967年（昭和42年）より巡行している。なお両神輿の木製の2輪の車輪は黒漆塗りで、2020年（令和2年）に解体修理されたものであり、各車輪の直径は、大神輿が138cm、小神輿が106cmである。なお、これらより古い1750年（寛延3年）に制作された旧神輿1基は、射水市新湊博物館に展示されている。

## 籤取り式と籤除山（くじのけやま）
籤取り式（くじとりしき）は、毎年曳山の巡行順を決めるために行われる儀式で、8月初めの大安の日に放生津八幡宮で「籤取り番付御祭」として執り行われている。
籤取りに参加するのは、古新町を除く12町。町を東西に流れる内川をはさんで6町ずつで、前山・後山に分かれる。前山6町と後山6町が交互に交代し、それぞれの組内でクジ引きを行い、二番山〜七番山（前山）、八番山〜十三番山（後山）の順を決めるほか、祭礼当日の安全を祈願する。
古新町は曳山元祖の町ということで、毎年一番山を務めている。しかし1721年（享保6年）、他町から異論が出たことにより、13町で籤取りを実施したところ、古新町が一番山を引き当てた。そのため以降も、毎年一番山を務め、籤取りを免除される町として「籤除山（くじのけやま）」と称されている。

## 曳山

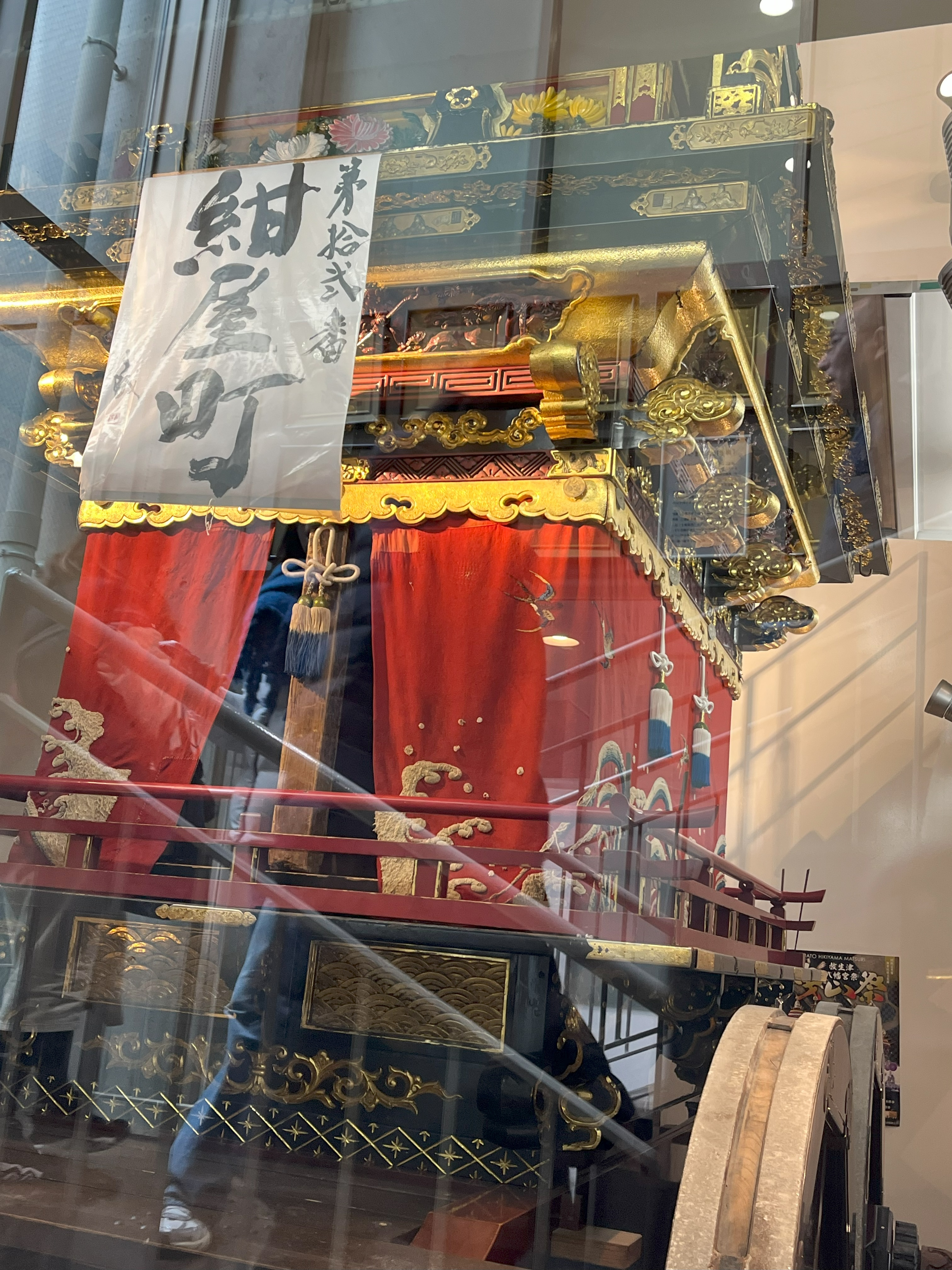
川の駅新湊で展示されている紺屋町の曳山

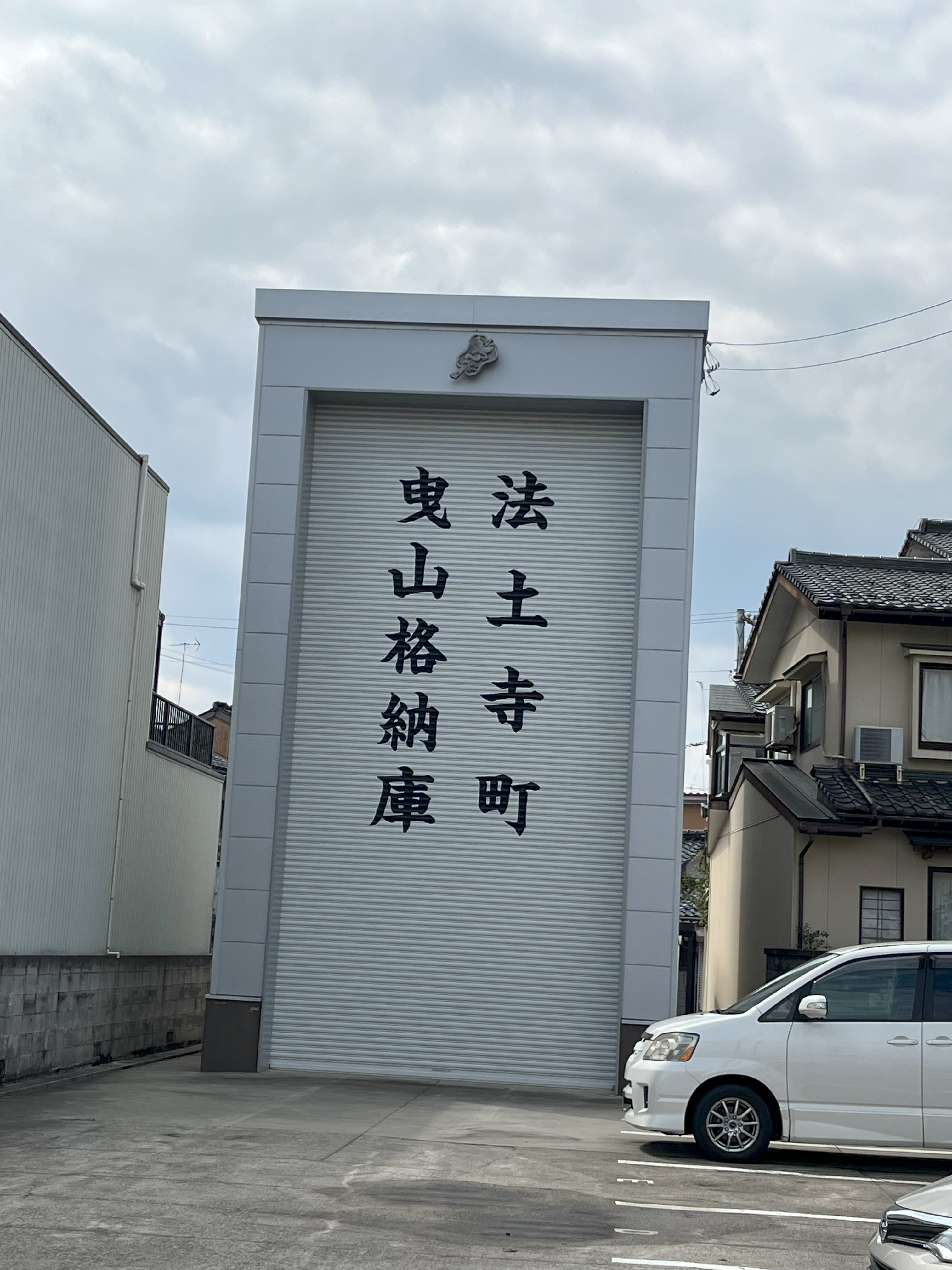
法土寺町の曳山格納庫

13基の曳山は高さ約8m、長さ約6-7m（長手間）、重さ約3.5tで、高岡御車山と同じように地車に鉾柱（心柱）を立て花傘を付けた花鉾山車である。上山と下山の二層構造で上山中央の鉾柱（心柱）の上部には「ひげこ」といわれる竹籠を付け、その周りに赤・白・黄3色の和紙製（またはナイロン・不織布）の菊の花を5個付けた割竹を放射状に広げた花傘の鉾山で、鉾柱（心柱）の先端には標識（だし）といわれる鉾留が付いており、王様といわれる御神体を供えている。また前人形といわれるからくり人形が供えられている山もある。下山には幔幕（まんまく）が張られている山と戸帳の山がある。車輪は4輪の大八車（外車）様式で、輻車（やぐるま[スポーク式]）または板車である。昼の花山に対して、夜には約200から300もの提灯を付けた提灯山となり、狭い街角を急曲がりする時の勇壮さと提灯の揺れる風情が見ものとなっている。
射水市立町（たてまち）にある「川の駅新湊」1階の曳山展示室には、こちらを山倉とする紺屋町（こんやまち）の曳山が常設展示されている。また2階曳山ギャラリーには、曳山の歴史紹介やミニチュアの曳山模型が展示されている。

### 古新町（ふるしんまち）
- 創設：1650年（慶安3年）
- 再出来：1697年（元禄10年）、再々出来：1792年（寛政4年）
- 標識（だし）：鈷鈴（これい）
- 王様：諸葛孔明
- 前人形（からくり人形）：唐子の太鼓叩き

※13基の中で一番歴史が古い山で、毎年必ず一番山を務める。
※標識の鈷鈴は古新町の「古」を表している。

### 奈呉町（なごまち）
- 創建：1692年（元禄5年）
- 再出来：1775年（安永4年）
- 標識（だし）：錫杖（しゃくじょう）
- 王様：恵比寿
- 前人形（からくり人形）：唐子遊び
- 高さ:8.64m 長手間:6.0m 車輪直径:1.66m

※花傘は3色でなく唯一赤1色である。
※標識の錫杖は奈呉町の「奈」を表している。

### 中町（なかまち）
- 創建：1692年（元禄5年）
- 再出来：1796年（寛政8年）
- 標識（だし）：無し
- 王様：寿老人と松鶴（しょうかく）
- 人形（中山の四方に人形がある）

※中町の曳山だけは花笠がなく上山、中山、下山の三層構造になっており標識もない珍しいものである。上山には王様が供えられ回転することから、「廻りズッコ（老人）の山」といわれる。提灯山は上山、中山の2段に提灯が飾られ同じく上山部分が回転する。

### 新町（しんまち）
- 創建：1715年（正徳5年）
- 再出来：1774年（安永3年）
- 標識（だし）：法螺貝（ほらがい）
- 王様：神功皇后（じんぐこうごう）・武内宿禰（たけのうちすくね）
- 前人形：無し ※王様にはかつて「旗持（はたもち）」も奉られていたが、現在は降ろされ頭部のみ現存する。

### 東町（ひがしまち）
- 創建：1718年（享保3年）
- 再出来：1783年（天明3年）
- 標識（だし）：諫鼓（かんこ）の鶏
- 王様：尉（じょう）と姥（うば）
- 前人形（からくり人形）：三番叟（さんばそう）、別名「チンチコ」といわれる。

※13基の中で一番高く高さ約8.8mである。かつては10m以上あったがのちに普及してきた電灯などの電線に引っ掛らないよう現在の高さに変更された。
※標識は明治10年に変更されたもので、元は「四つ爪錨」であった。

### 立町（たてまち）
- 創建：1721年（享保6年）
- 標識（だし）：壽
- 王様：孔子（こうし）
- 前人形（からくり人形）：猿の太鼓叩き

※創建以来車輪以外は一度も造り直されていない。
※からくり人形の猿には本物の猿の毛皮を使用している。

### 三日曽根（みっかそね）
もとは出町（でまち）という村であった。
- 創建：1721年（享保6年）
- 再出来：1949年（昭和24年）
- 標識（だし）：和同開珎（わどうかいほう）
- 王様：布袋
- 前人形（からくり人形）：唐子懸垂回転（でんぐり返し）
- 高さ:8.14m 長手間:5.68m 車輪直径:1.57m

※創建時はお神楽山だったが、宝暦の頃（1775年〜）太鼓山に改造された。
※初代曳山は明治45年（1912年）2月の三日曽根大火で焼失。昭和24年（1949年）に2代目が再建された。

### 荒屋町（あらやまち）
- 創建：1770年（明和7年）
- 再出来：1952年（昭和27年）
- 標識（だし）：千枚分銅（せんまいぶんどう）
- 王様：大黒天
- 前人形（からくり人形）：唐子懸垂回転（でんぐり返し）

※初代曳山は明治21年（1888年）4月の荒屋大火と、昭和5年（1930年）9月の東町荒屋大火で、王様の大黒天と前人形、高欄の一部を除き焼失。昭和27年（1952年）に2代目が再建された。

### 法土寺町（ほうどうじまち）
- 創建：明和年間（1764年〜）
- 再出来：1785年（天明5年）
- 標識（だし）：軍配
- 王様：関羽（かんう）・張飛（ちょうひ）
- 前人形（からくり人形）：猿公
- 車輪直径:1.53m

※王様には、かつて「劉備（玄徳）」も奉られていたが、曳山の高さを低くした際に一体を降ろした。

### 長徳寺（ちょうとくじ）
- 創建：1773年（安永2年）
- 再出来：1878年（明治11年）
- 標識（だし）：蝶（あげは蝶）
- 王様：神武天皇（じんむてんのう）
- 前人形（からくり人形）：唐子遊び

※標識（だし）の蝶は町の名前長徳寺のちょうと懸けている。
※初代曳山は文化4年（1807年）3月の大火で焼失。再建の計画はあったものの実現できず長い間小さな屋台山が曳かれたが、明治3年（1870年）にようやく着手し、明治11年（1878年）に2代目が再建された。
※王様の「神武天皇」は日清戦争を機に変更されたもので、かつては「老子」であった。

### 紺屋町（こんやまち）
- 創建：1789年（寛政元年）
- 再出来：1880年（明治13年）
- 標識（だし）：振鼓（ふりこ）
- 王様：日本武尊（やまとたけるのみこと）
- 前人形（からくり人形）：巫子

※初代曳山は「小さき山」といわれ他町より小さいものであった。そこで明治10年（1877年）大門の川原町に譲渡し、新たに曳山を建造。明治13年（1880年）に現在の曳山が完成した。
※王様の「日本武尊」は日清戦争を機に変更されたもので、かつては「漢の高祖」であった。前人形も「唐子人形」より変更された。

### 四十物町（あいものちょう）
- 創建：1803年（享和3年）
- 再出来：1833年（天保3年）
- 標識（だし）：打出の小槌
- 王様：菊慈童（きくじどう）
- 前人形（からくり人形）：三番叟（さんばそう）

※標識は明治中期に変更されたもので、かつては「水瓶」であった。前人形も「猩々（しょうじょう）」より変更された。

### 南立町（みなみたてまち）
- 創建：1862年（文久2年）
- 標識（だし）：五三の桐（ごさんのきり）
- 王様：住吉大明神
- 前人形（からくり人形）：唐子遊び

※王様の「住吉大明神」は1887年（明治20年）頃に変更されたもので、かつては「豊臣秀吉」であった。そのため標識（だし）は、秀吉の家紋である五三の桐が用いられている。

## 放生津八幡宮祭の歴史[19]
- 1499年（明応8年）
  - この頃、八幡宮から出された金塗りの神輿が放生津を廻る
- 1650年（慶安3年）
  - 古新町曳山創建と伝える
- 1676年（延宝4年）
  - 八幡宮祭礼に曼荼羅寺から複数の「引山」が出される
- 1692年（元禄5年）
  - 大西弥兵衛が八幡宮に築山面五面（主神、四天王面）を奉納する
  - 奈呉町、中町曳山創建
- 1697年（元禄10年）
  - 古新町曳山再建
- 1717年（享保2年）
  - 浪害により八幡宮社殿が流失する
- 1718年（享保3年）
  - 四十物町、東町曳山創建
- 1721年（享保6年）
  - 八幡宮社殿再建
  - 出町（三日曽根）、立町曳山創建
  - 八幡宮祭礼に古新町、奈呉町、中町、東町、出町（三日曽根）、新町、立町曳山が巡行し、式が始まると伝える
- 1733年（享保18年）
  - 八幡宮の管理を廻り高岡の関神主との間で争いが起こる。
- 1751年〜1764年（宝暦年間）
  - 古新町曳山が太鼓山を建造し、他の町々でも太鼓山が建造される。
- 1770年（明和7年）
  - 荒屋町曳山創建
  - この頃、法土寺町曳山創建
- 1773年（安永2年）
  - この頃、長徳寺が花山に仕上げる予定の地車の大神楽山を建造
- 1774年（安永3年）
  - 古新町、新町曳山再建
- 1775年（安永4年）
  - 奈呉町曳山再建
  - 山王町車山が破損したため、八幡宮祭礼に鉾を出す
  - 安永の曳山騒動。城端と石動の曳山が中止を命じられ、放生津は祭礼を一か月延期で挙行し、高岡町との間に争議が発生。奈呉町大曳山の土車、奈呉町、中町、四十物町、出町（三日曽根）、新町、立町、法土寺町太鼓山の板車が魚津代官所に没収される
- 1783年（天明3年）
  - 東町曳山再建と伝わる。
- 1789年（寛政1年）
  - 紺屋町曳山創建（現蓮花寺曳山）
- 1792年（寛政4年）
  - 奈呉町曳山が舟形構造に改造したと伝わる
- 1796年（寛政8年）
  - 中町曳山再建
- 1803年（享和3年）
  - 四十物町大山が破損し、曳山を新造
- 1807年（文化4年）
  - 大火で長徳寺曳山焼失、以後「小サキ囃子山」を出す
- 1810年（文化7年）
  - 大火で法土寺町曳山焼失
- 1821年（文政4年）
  - 湊口に新橋架設。曳山の船橋渡しが行われなくなる
- 1825年（文政8年）
  - 法土寺町曳山再建
- 1840年（天保11年）
  - 築山主神装束及び四天王旗・装束・飾人形頭・籠製人形胴が寄進される
- 1845年（弘化2年）
  - 大火で八幡宮社殿と宝物等悉く焼失
  - 氏子より築山台や台幕が寄進される
- 1862年（文久2年）
  - 南立町曳山の建造が始まる
- 1863年（文久3年）
  - 八幡宮社殿再建
- 1870年（明治3年）
  - 長徳寺曳山再建
- 1880年（明治13年）
  - 紺屋町曳山新造
- 1887年（明治20年）
  - この頃、立町の廣原源一郎が本囃子を作曲したと伝わる
- 1912年（明治45年）
  - - 大火で出町（三日曽根）曳山焼失
- 1930年（昭和5年）
  - 大火で荒屋町曳山焼失
- 1949年（昭和24年）
  - 三日曾根曳山再建
- 1952年（昭和27年）
  - 荒屋町曳山再建

## 安永の曳山車騒動
詳細は高岡御車山祭の項「安永の曳山車騒動と津幡屋与四兵衛」を参照
安永の曳山車騒動は、1775年（安永4年）に高岡（御車山）との間で、ここ放生津（新湊）を舞台におこった車輪（曳山車）を巡る騒動で、「今後高岡と類似した曳山車は曳き出してはならぬ。しかし地車であれば許可する。」とのお触れが出たことにより、その後の加賀（主に現在の富山県西部）、越中各地の曳山祭りならびに曳山の発展に多大な影響を与えた大事件である。なお放生津ではこの騒動により、全町の曳山方の役付、世話人が魚津の盗賊改方への出頭・入牢を命じられ詮議を受けた後釈放された。また全町の曳山が一時没収されその後返還されたが、中町、立町、三日曽根、法土寺、奈呉町、東町、新町の7町の輻車（板車）は没収された。また暫らくの間曳山祭りは中止に追い込まれた。

## 築山行事
築山行事は毎年10月2日の本祭に、放生津八幡宮境内にて午前7時から午後3時に掛けて行われる、古代信仰の形態である神道と仏教が一緒になった、神仏習合の信仰行事である。
築山の起源はよくわかっていないが、江戸時代初期より行なわれていたことが、1721年（享保6年）の「東八幡宮記録」や「築山古老伝記」に記録されている。また2014年（平成26年）9月には社務所で江戸時代中期1764年（明和元年）の築山に使用された、約2mの表具を施した祝詞の巻物が発見された。88行に渡り祝詞が記されている。なお放生津の曳山はこの築山神事を移動できるように発展させたものとも考えられている。
9月30日夕方境内の高い松の木に神霊を海よりお迎えする魂迎式（御魂祭）が行われる。10月2日の本祭には境内の高い松の木の西面に、幅7.2m、奥行3.6m、高さ2.7m（上段3.3m）上下2段の雛壇様式の臨時の築山（祭壇）を設け、下段の四隅には、それぞれ甲冑を纏い、顔に面を着けた仏門守護の四天王である持国天（じこくてん）・増長天（ぞうちょうてん）・広目天（こうもくてん）・多聞天（たもんてん）を配し、この他に毎年「飾人形」といわれる越中にゆかりのある人物の客人（まろうど）人形も飾る。
上段中央には唐破風屋根の神殿の上に鬼女（狂女）の面に白髪を振り乱し、金襴の打掛をはおり、御幣を取付けた長い竹竿を持った主神である姥神（オンババといわれる）を祀り、神霊を松の木より築山に迎え入れ神事が行われる。また放生津八幡宮社殿ではこの地区の地名の由来ともなった放生会が行われる。この築山行事が終わると姥神が暴れるとされる言い伝えにより築山は大急ぎで解体される。なお姥神（オンババ）と四天王並びに客人人形のお面は、奉納面と云われる古面で10面残っており、古いものでは室町時代中期の作と安土桃山時代の作がそれぞれ1面残っている。
この行事は能登にある石動山（せきどうざん又はいするぎやま）の伊須流岐比古（いするぎひこ）神社でも行なわれていたが明治期に廃絶、富山県内でもここ放生津八幡宮と、明治期に休止となり1956年（昭和31年）より復活した、高岡市の二上射水神社で行われているだけであり、共に富山県の無形民俗文化財に指定されている全国的にも珍しい行事である。なお3ケ所の主神の見た目から、放生津の「足なし」、二上山の「手なし」、石動山の「口なし」と云われてきた。
2015年（平成27年）7月10日には、放生津八幡宮以外で披露されるのは初めてとなる、射水市新湊博物館の企画展「奈呉（なご）の浦の祈り」にて、築山行事を再現した祭壇の展示が行われた。企画展では展示室の天井高に合わせ祭壇の高さを調整し低くした。

## 保存団体
これまで保存会は曳山行事の「曳山協議会」と築山行事の「築山保存会」の2つに分かれていたが、2017年（平成29年）4月1日に新たに合併し「放生津八幡宮築山・曳山保存会」として一体で継承活動をすることとなった。これは曳山協議会は13町の多くの住民によって運営されているが、築山保存会は15人ほどの八幡宮氏子代表で運営しており、運営規模が小さすぎることが懸念されていたためである。
2017年（平成29年）の祭礼には、識者らの調査委員会が現地に赴き初の調査を行った。2020年（令和2年）3月23日には、調査の内容をまとめた「放生津八幡宮祭 曳山行事・築山行事総合調査報告書（全542ページ）」を射水市教育委員会が発刊。2021年（令和3年）3月11日には、念願叶い重要無形民俗文化財の指定を受けた。

## 特別曳出しとメディア出演
- 地元ケーブルテレビの射水ケーブルネットワークでは、祭礼当日の曳山巡行を生中継で放映し、県内の各ケーブルテレビ局にも配信される。

### 特別曳出し（展示）
- 2012年（平成24年）9月22日 - 新湊大橋開通記念イベントで、11基の特別曳行並びに、海王丸パークにて展示された。
- 2015年（平成27年）10月25日 - 第35回全国豊かな海づくり大会が富山県で行われたが、新湊の海王丸パークにて、天皇・皇后臨席で行われた海上歓迎・放流行事で、全13基の曳山が揃って並んだ[25]。
- 2015年（平成27年）11月1日 - 初開催された富山マラソンで、長徳寺、古新町、中町がコースの一部となったことから、3町の曳山が沿道沿いに展示された[26]。
- 2021年（令和3年）3月20日 - 同年3月11日に国の重要無形民俗文化財に指定されたことを受け、記念行事が行われ、13町の内、東町、四十物町、中町、立町の4基が曳山を出し、各町から放生津八幡宮まで往復巡行[27]、奈呉町、紺屋町、長徳寺、荒屋町、南立町の5町が山倉を開け展示を行った[28]。

### 映画
- 『あなたへ』（2012年8月25日公開、高倉健主演、降旗康男監督）
かぐら橋を紺屋町、中町の曳山が渡るシーンが出てくる。地元出身の工芸作家・大伴二三彌製作のステンドグラスが輝くかぐら橋は祭礼では曳山が通らないので、この場面はありそうで実際にはない風景だった。
- 『人生の約束』（2016年1月9日公開、竹野内豊主演、石橋冠監督）
映画の中で実際の曳山祭りを山町の住人ら約700人、エキストラ約800人を集め完全再現され、13基すべての曳山を曳き出し、主演の竹野内はじめ江口洋介や小池栄子らも曳山を曳いた。また本編で登場する「西町」の山倉は、三日曽根の山倉で、13基の提灯山一斎点灯シーンは、本祭で花山車から提灯山に衣替えする射水市役所新湊庁舎（現 クロスベイ新湊）の駐車場で行われた。なおこのロケは、2015年（平成27年）のゴールデンウィーク中の5月2日に収録されたが、10月の祭礼以外で13基の曳山が揃うのは初めてであった[29]。
同年12月20日にはヒット祈願の凱旋イベントが放生津八幡宮で開かれ、監督、出演者が参加し4基の曳山（提灯山）に灯が灯された。なお冬の時期に点灯したのは1905年（明治38年）以来110年ぶりである[30][31]。